# Wampiry (serial kinowy)
Wampiry (fr. Les Vampires) – francuski niemy kryminalny serial kinowy z 1915 roku, składający się z dziesięciu części. Reżyserem cyklu był Louis Feuillade.  

## Fabuła
Paryż jest terroryzowany przez groźną organizację przestępczą o nazwie „Wampiry”, która specjalizuje się w zabójstwach, porwaniach i kradzieżach. Paryska policja w walce z gangiem wydaje się być bezsilna. Kiedy z rąk gangu ginie dygnitarz rządowy, prywatne śledztwo rozpoczyna dziennikarz Philippe Guerande. Popularność filmu wynikała stąd, że sceny filmowe umieszczano na ulicach, w domach i na dachach Paryża, odgrywano je przed niemal statyczną kamerą. Gwiazdą  "Wampirów" była Musidora jako Irma Varp, ucieleśnienie kobiecego zła. 

## Tytuły części
- Obcięta głowa (La tête coupée)
- Zabójczy pierścień (La bague qui tue)
- Czerwony kryptogram (Le cryptogramme rouge)
- Widmo (Le spectre)
- Ucieczka zmarłego (L'évasion du mort)
- Niezwykłe oczy (Les yeux qui fascinent)
- Satanas
- Władca piorunów (Le maître de la foudre)
- Truciciel (L'homme des poisons)
- Krwawe zaślubiny (Les noces sanglantes)

## Obsada
- Musidora - Irma Vep
- Édouard Mathé - Philippe Guérande
- Marcel Lévesque - Oscar Mazamette
- Jean Aymé - wielki wampir
- Fernand Herrmann - Juan-José Moréno / Brichonnet
- Stasia Napierkowska - Marfa Koutiloff
- Renée Carl - l'Andalouse
- Suzanne Delvé - Fleur-de-Lys
- Miss Édith - hrabina de Kerlor

## Galeria
- La Tête coupée (1915)
- La Bague qui tue (1915)
- Le Cryptogramme rouge (1915)
- Le Spectre (1916)
- L'Évasion du mort (1916)
- Les Yeux qui fascinent (1916)
- Satanas (1916)
- Le Maître de la foudre (1916)
- L'Homme des poisons (1916)
- Les Noces sanglantes (1916)